# Pompgebouw-trafohuis Matsloot

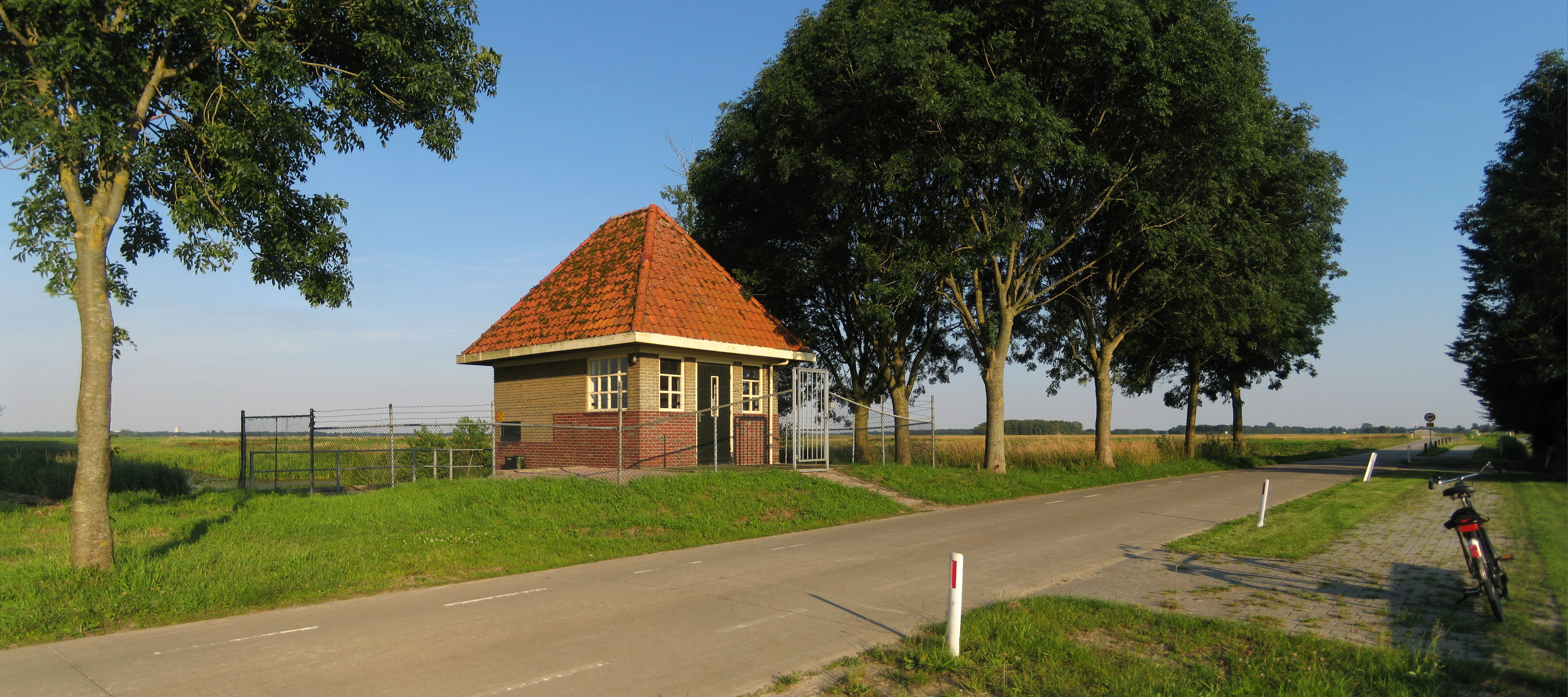
Het pompgebouw annex trafohuis gezien vanuit het noordwesten (2012)

Het pompgebouw annex trafohuis Matsloot is een provinciaal monument in Matsloot ten noorden van Roderwolde en dat in de gemeente Noordenveld in het noorden van de Nederlandse provincie Drenthe.

## Beschrijving
Het pand, dat ongeveer een kilometer ten noordoosten van het Leekstermeer aan de Matsloot staat, werd rond 1935 gebouwd in opdracht van het Waterschap Noordenveld voor het op peil houden van de waterstand in het gebied tussen het meer en het Peizerdiep. Het werd ontworpen door de NV Algemene Machinehandel Het Landbouwhuis in Sneek (een voorloper van Landustrie). De twee in het pompgebouw geplaatste gietijzeren elektrische schroefpompen, waarvan een als reserve dient, zijn nog altijd in gebruik. Bijzonder is dat in het gebouwtje ook een transformatorhuisje werd ondergebracht.

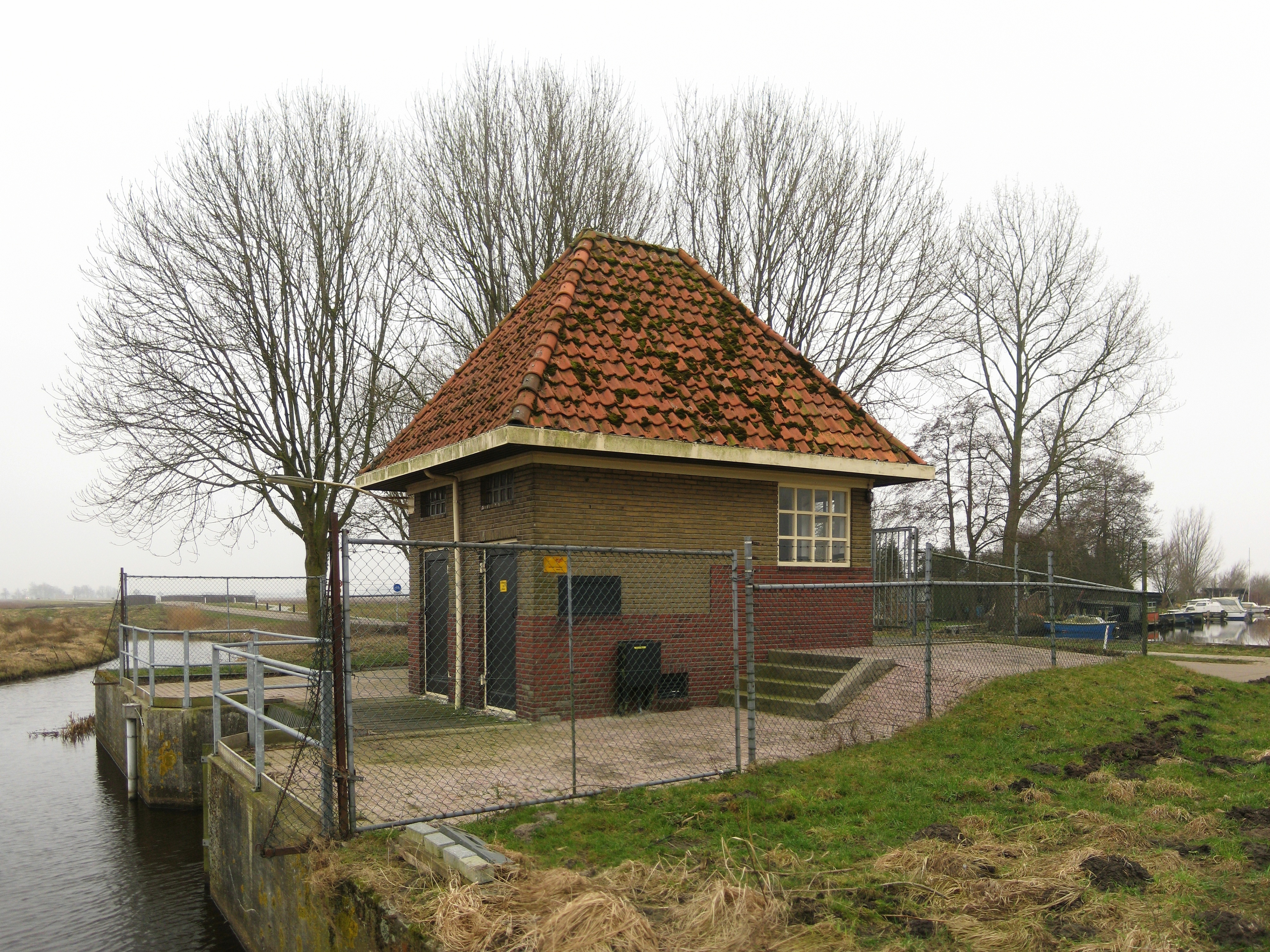
Het gebouwtje vanuit het noordoosten (2012)

Het pompstation, dat is vormgegeven in een eenvoudige Interbellumstijl, heeft een rechthoekige grondvorm en telt aan de voorzijde één en aan de achterzijde anderhalve bouwlaag. De gevels zijn uitgevoerd in gele baksteen boven een trasraam van rood gesinterde baksteen, dat aan de achterzijde bloksgewijs verspringt. Het gebouwtje heeft een schilddak, gedekt met oranje Hollandse dakpannen en aan alle zijden voorzien van een breed overstek met een in hout uitgevoerde bakgoot. De voorgevel, die zich aan de westzijde bevindt, is symmetrisch ingedeeld. In het midden bevindt zich de toegangsdeur, waarin een smal staand venster is geplaatst. Deze wordt geflankeerd door twee vierruitsvensters, voorzien van bovenlichten met een tweeruitsroedeverdeling. In de beide zijgevels zijn aan de voorzijde liggende twaalfruitsvensters geplaatst. In de achtergevel bevinden zich twee stalen deuren, die toegang bieden tot het transformatorgedeelte, met daarboven twee betonnen ventilatieroosters met een tienvlaksroedeverdeling.
De erfindeling van het pand is sinds de bouw amper gewijzigd. De wateruitlaat aan de achterzijde is geplaatst tussen kademuren, die deels in beton en deels uit baksteen zijn opgetrokken. Ter weerszijden van het gebouwtje bevinden zich in beton uitgevoerde trappen van vier treden. Aan de voorzijde is het erf voorzien van vier houten vlonders, gevat in een raamwerk van beton.
Het gebouwtje is aangewezen als provinciaal monument, onder meer vanwege zijn "hoge cultuurhistorische waarde als representant van de waterhuishoudkundige ontwikkelingen op het gebied van de polderbemaling en de daarmee gepaard gaande civieltechnische ontwikkelingen in de jaren dertig van de vorige eeuw in Drenthe", vanwege "de esthetische en civieltechnische kwaliteiten van het ontwerp", vanwege "het kenmerkende materiaalgebruik en de zorgvuldige detaillering in sobere Interbellumarchitectuur" en "vanwege de waarde van het pompgebouw in relatie tot de hoge mate van gaafheid van de stedenbouwkundig/landschappelijke structuur van de directe omgeving".